# プログレスM-15
プログレスM-15はロシア連邦が1992年にミール宇宙ステーションの補給のために打ち上げた無人宇宙補給機プログレス補給船。ミールを訪れた64機のプログレス補給船のうち33機目であり、プログレス-M (11F615A55)型で、シリアル番号は215番だった。TORU手動ドッキングシステムの初の試験などが行われた。

## 搭載貨物
プログレスM-15はミールEO-12クルーのための食料、水、酸素などや科学実験用の物品、軌道補正と操作噴射のための燃料などを搭載していた。また、Mak2衛星をミールへ輸送し、この衛星は11月20日にミールから放出された。ミッションでは

## 運用
プログレスM-15は1992年10月27日17時19分41秒(GMT)にソユーズ-U2ロケットでバイコヌール宇宙基地31/6射点から打ち上げられた。2日間の飛行の後、10月29日17時19分41秒(GMT)にミールのクバント1の後方ポートにドッキングを行った。
97日間のドッキング中、ミールは遠点399km、近点396km、傾斜角51.6度の軌道を飛行した。プログレスM-15は1993年2月4日0時44分53秒(GMT)にミールからドッキングを解除し、その後ズナーミャ2実験と自立飛行の研究を行うために軌道に残った。2月7日に軌道を離脱し、同日8時3分35秒ごろ太平洋上で大気圏再突入を行い燃焼処分された。

## 註
1. 1 2 3 4  McDowell, Jonathan. “Satellite Catalog”.   Jonathan's Space Page. 2009年8月31日閲覧。
2. ↑  “Progress M-15”. NSSDC Master Catalog.   US National Space Science Data Center. 2009年8月31日閲覧。
3. ↑  Krebs, Gunter. “Progress-M 1 - 13, 15 - 37, 39 - 67 (11F615A55, 7KTGM)”.   Gunter's Space Page. 2009年8月31日閲覧。
4. 1 2  McDowell, Jonathan. “Launch Log”.   Jonathan's Space Page. 2009年8月31日閲覧。
5. 1 2  Anikeev, Alexander. “Cargo spacecraft "Progress M-15"”.   Manned Astronautics - Figures & Facts. 2007年10月9日時点のオリジナルよりアーカイブ。2009年8月31日閲覧。
6. 1 2  Wade, Mark. “Progress M”.   Encyclopedia Astronautica. 2016年7月11日閲覧。